# Nicolas Kühn
Nicolas-Gerrit Kühn (Wunstorf, 1 januari 2000) is een Duits voetballer die als aanvaller voor FC Erzgebirge Aue speelt.

## Carrière
Nicolas Kühn speelde in de jeugd van Hannover 96 en RB Leipzig. In de winterstop van 2018 vertrok hij naar AFC Ajax, waar hij aansloot bij Jong Ajax. Hij debuteerde voor Jong Ajax in de Eerste divisie op 16 maart 2018, in de met 2-4 gewonnen uitwedstrijd tegen De Graafschap. Hij kwam in de 88e minuut in het veld voor Dennis Johnsen, en gaf in de 90+5e minuut de assist op de 2-4 van Ché Nunnely.
Op 22 januari 2020 werd hij tot het einde van het seizoen verhuurd aan FC Bayern München waar hij met FC Bayern München II in de 3. Liga uitkwam. In zijn eerste halfjaar bij dit team werd hij kampioen van de 3. Liga. In de zomer van 2020 maakte hij definitief de overstap naar Bayern. Hier bleef hij in het tweede elftal actief. In het seizoen 2021/22 wordt hij aan FC Erzgebirge Aue verhuurd, dat een niveau hoger speelt.
Op 26 mei 2022 werd duidelijk dat Kühn de overstap zal maken naar SK Rapid Wien. Hij tekende er een contract tot de zomer van 2026.

### Statistieken
| Seizoen                       | Club                   | Land           | Competitie     | Competitie | Competitie | Beker | Beker | Totaal | Totaal |
| Seizoen                       | Club                   | Land           | Competitie     | Wed.       | Dlp.       | Wed.  | Dlp.  | Wed.   | Dlp.   |
| ----------------------------- | ---------------------- | -------------- | -------------- | ---------- | ---------- | ----- | ----- | ------ | ------ |
| 2017/18                       | Jong Ajax              | Nederland      | Eerste divisie | 5          | 0          | –     | –     | 5      | 0      |
| 2018/19                       | Jong Ajax              | Nederland      | Eerste divisie | 21         | 2          | –     | –     | 21     | 2      |
| 2019/20                       | Jong Ajax              | Nederland      | Eerste divisie | 17         | 3          | –     | –     | 17     | 3      |
| 2019/20                       | → FC Bayern München II | Duitsland      | 3. Liga        | 16         | 2          | –     | –     | 16     | 2      |
| 2020/21                       | FC Bayern München II   | Duitsland      | 3. Liga        | 21         | 4          | –     | –     | 21     | 4      |
| 2021/22                       | → FC Erzgebirge Aue    | Duitsland      | 2. Bundesliga  | 17         | 2          | 0     | 0     | 17     | 2      |
| Carrièretotaal                | Carrièretotaal         | Carrièretotaal | Carrièretotaal | 97         | 13         | 0     | 0     | 97     | 13     |
| Bijgewerkt op 7 februari 2022 |                        |                |                |            |            |       |       |        |        |

## Erelijst

### FC Bayern München II
3. Liga
2019/20

### Jong Ajax
Eerste divisie
2017/18

### Individueel
Fritz-Walter-Medaille
2019 (Goud -19)